# 阿亚库乔战役
阿亚库乔战役（西班牙語：Batalla de Ayacucho）发生在1824年12月9日拉丁美洲独立战争期間秘鲁戰爭的最后一次决定性战役。愛國主義者在秘魯阿亞庫喬附近的高原戰勝親西班牙派的戰役。
1824年7月，由西蒙·玻利瓦尔统率的哥伦比亚和秘鲁联军，在胡宁战役中击溃西班牙保皇军后，西班牙的秘鲁总督何塞·德·拉塞尔纳·伊·伊諾霍薩纳率领的殖民军主力集结在秘鲁中南部高原山区，准备同爱国联军决一死战，以恢复西班牙对南美的殖民统治。爱国联军在安东尼奥·何塞·苏克雷的领导下大败西班牙军，總督拉塞爾納、總指揮坎特拉克和 4名元帥、10名將軍、數百名校尉級軍官及2000多士兵被俘，愛國軍以少勝多，殲滅了西班牙軍主力。12月10日，西军被迫签字投降，承认秘鲁独立。秘鲁境内的西班牙作战人员、物资和设施等均交联军处理。

## 其他
- 胡宁战役